# June (Vorname)
June ist ein im englischen Sprachraum gebräuchlicher weiblicher, mitunter auch männlicher  Vorname.

## Herkunft / Bedeutung
June ist im Englischen der Monatsname für Juni, den 6. Monat im Jahr. Dieser wiederum leitet sich vom Namen der römischen Göttin Juno ab.
June könnte also bedeuten: die im Juni Geborene. Denkbar ist aber auch, dass June direkt vom Namen der Göttin Juno abgeleitet ist.

## Namensträgerinnen
- June Allyson (1917–2006), US-amerikanische Schauspielerin
- June Almeida (1930–2007), schottische Virologin
- June Anderson (* 1952), US-amerikanische Opernsängerin im Stimmfach Sopran
- June Bevan (* 1931), australische Badmintonspielerin
- June Brown (1927–2022), britische Schauspielerin
- June Chadwick (* 1951), britische Schauspielerin
- June Carter Cash (1929–2003), US-amerikanische Country-Sängerin und Songschreiberin, Ehefrau von Johnny Cash
- June Duprez (1918–1984), britische Schauspielerin in Film, Fernsehen und Theater
- June Eric-Udorie (* 1998), britisch-nigerianische Schriftstellerin und Aktivistin
- June Foulds (1934–2020), britische Leichtathletin und Olympiateilnehmerin (1952 und 1956)
- June Griffith (* 1957), guyanische Sprinterin und Weitspringerin
- June Haver (1926–2005), US-amerikanische Schauspielerin
- June Kovach (1932–2010), Schweizer Pianistin und Filmschaffende amerikanisch-ungarischer Herkunft
- June Lockhart (* 1925), US-amerikanische Schauspielerin
- June Marlowe (1903–1984), US-amerikanische Schauspielerin
- June Mathis (1892–1927), US-amerikanische Drehbuchautorin
- June Tarpé Mills (1918–1988), amerikanische Comicautorin
- June Newton (1923–2021), australische Fotografin
- June Osborne (* 1953), britische anglikanische Bischöfin der Church in Wales
- June Pointer (1953–2006), US-amerikanische Sängerin
- June Diane Raphael (* 1980), US-amerikanische Schauspielerin und Drehbuchautorin
- June Spencer (1919–2024), britische Schauspielerin und Hörspielsprecherin
- June Squibb (* 1929), US-amerikanische Schauspielerin
- June Tabor (* 1947), britische Jazz-, Klassik- und Folkmusik-Sängerin
- June Travis (1914–2008), US-amerikanische Filmschauspielerin
- June Wayne (1918–2011), US-amerikanische Malerin und Grafikerin
- June Whitfield (1925–2018), britische Schauspielerin

## Namensträger
- June Gardner (1930–2010), US-amerikanischer Schlagzeuger, Komponist und Bandleader im Bereich des Jazz und des Rhythm and Blues
- June Huh (* 1983), südkoreanisch-amerikanischer Mathematiker